# Phare de Bean Rock
Le phare de Bean Rock est un phare situé à l'entrée du port d'Auckland, dans la région d'Auckland (île du Nord), en Nouvelle-Zélande.
Le phare est enregistré par le Heritage New Zealand depuis septembre 1989  en tant que structure de catégorie I.

## Histoire
Le phare, mis en service le 21 juillet 1871, est le point de repère de l'entrée du port d'Auckland. Il est situé sur le rocher de Kapetawa (Te Toka-o-Kapetawua en Maori). En 1912, il est devenu le premier phare automatique à acétylène, sans présence d'un gardien. En 1924, le phare a été électrifié à l'aide d'un câble sous-marin. Il a été rénové en 1985 face à une opposition de le voir disparaître pour une structure de remplacement en béton. Il est maintenant alimenté par énergie solaire.
Il est équipé d'une corne de brume émettant un blast toutes les 30 secondes, en temps de brouillard.

## Description
Le phare  est une tour hexagonale à claire-voie en fonte, soutenant une maison hexagonale en bois avec une lanterne centrée sur le toit, de 15 m de haut. Le phare est totalement peint en blanc. Il émet, à une hauteur focale de 15 m, trois éclats(blanc et rouge selon secteurs) toutes les 8 secondes. Sa portée est de 14 milles nautiques (environ 26 km) pour le feu blanc, et 11 milles nautiques (environ 20 km) pour le feu rouge.
Identifiant : ARLHS : NZL-003 - Amirauté : K3748 - NGA : 4064 .

## Caractéristique dufeu maritime
Fréquence : 8 secondes (WR)
- Lumière : 1 seconde
- Obscurité : 1 seconde

|          |
| Le phare |

|          |
| Le phare |

### Lien connexe
- Liste des phares de Nouvelle-Zélande